# آشیکاگا یوشیکانه
آشیکاگا یوشیکانه (به ژاپنی: 足利義兼 Ashikaga Yoshikane); ۱ ژانویهٔ ۱۱۵۴ – ۱۲ آوریل ۱۱۹۹) سامورایی، و بوشی اهل ژاپن بود. او نقش مهمی در جنگ گنپی ایفا کرد و بنیانگذار خاندان آشیکاگا بود. همسر اصلی او هوجو توکیکو دختر هوجو توکیماسا نخستین شیکن در شوگون‌سالاری کاماکورا بود.